# Gotthard
Gotthard — швейцарський хард-рок-гурт, заснований у Лугано Стівом Лі та Лео Леоні. Усі останні одинадцять альбомів гурту посіли перше місце в швейцарських чартах, що робить їх одними з найуспішніших швейцарських виконавців.  Маючи два мільйони проданих альбомів, Gotthard вдалося отримати мультиплатинові нагороди в різних частинах світу. Гурт названий на честь Ґоттардського масиву .
Вокаліст Стів Лі загинув у аварії на мотоциклі 5 жовтня 2010 року.   У листопаді 2011 року на своїй офіційній сторінці у Facebook Gotthard оголосили про нового вокаліста Ніка Медера.
На творчість гурту вплинули такі виконавці, як Led Zeppelin, AC/DC, Whitesnake, Deep Purple, Bon Jovi, Van Halen і Aerosmith. 

## Склад
| Поточні учасники - Лео Леоні – гітара (1992–дотепер ) - Марк Лінн – бас-гітара (1992–дотепер) - Фредді Шерер – гітара (2004–дотепер) - Нік Мадер – вокал (2012–дотепер) - Флавіо Меццоді – ударні (2021–дотепер) | Колишні учасники - Стів Лі – вокал (1992–2010) - Хена Хабеггер – ударні (1992–2019) - Менді Мейер – гітара (1996–2004) |

## Дискографія
| - Gotthard (1992) - Dial Hard (1994) - G. (1996) - Open (1999) - Homerun (2001) - Human Zoo (2003) - Lipservice (2005) - Domino Effect (2007) - Need to Believe (2009) - Firebirth (2012) - Bang! (2014) - Silver (2017) - #13 (2020) | - The Hamburg Tapes (1996) - D Frosted (1997) - Made in Switzerland – Live in Zürich (2006) - Homegrown – Alive in Lugano (2011) - Live & Bangin' (2015) - Defrosted 2 (2018) - One Life One Soul – Best of Ballads (2002) - One Team One Spirit – The Very Best (2004) - Heaven: Best of Ballads – Part 2 (2010) - Steve Lee – The Eyes of a Tiger: In Memory of Our Unforgotten Friend (2020) |

## Зовнішні посилання
- Офіційний сайт
- Gotthard discography on jugi3.ch